# Eosentomon noseki
Eosentomon noseki är en urinsektsart som beskrevs av Sören Ludvig Paul Tuxen 1982. Eosentomon noseki ingår i släktet Eosentomon och familjen trakétrevfotingar. Inga underarter finns listade i Catalogue of Life.